# Joseph Lafontant
Joseph Lafontant (ur. 17 grudnia 1937 w Jacmel) – haitański duchowny rzymskokatolicki, w latach 1987-2013 biskup pomocniczy Port-au-Prince.

## Życiorys
Święcenia kapłańskie przyjął 29 czerwca 1963. 25 listopada 1986 został prekonizowany biskupem pomocniczym Port-au-Prince ze stolicą tytularną Gilba. Sakrę biskupią otrzymał 25 stycznia 1987. 27 lipca 2013 przeszedł na emeryturę.